# Johann Valentin Albert

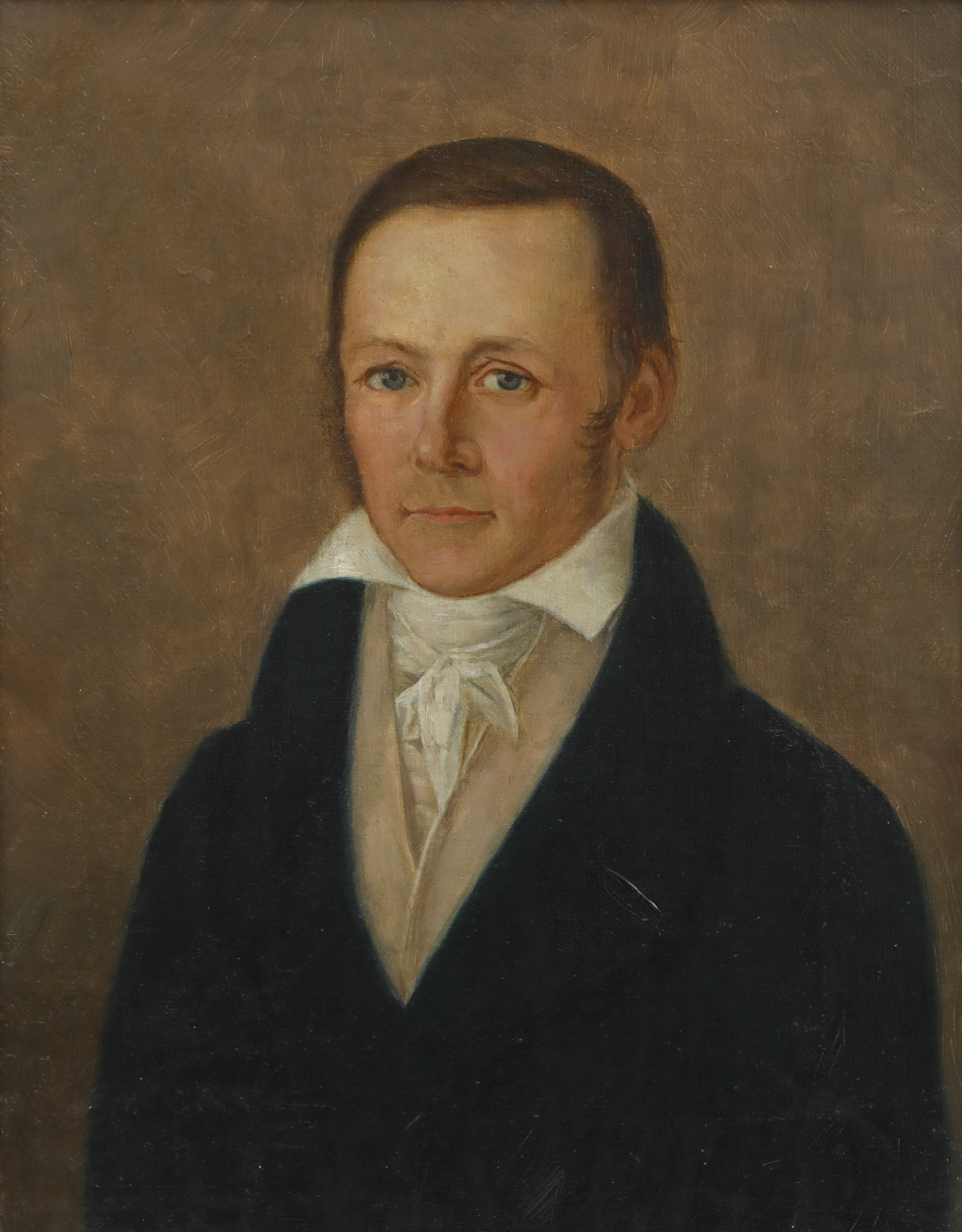
Porträt von Johann Valentin Albert, entstanden nach seinem Tod nach unbekannter Vorlage

Johann Valentin Albert (* 26. Juni 1774 in Frankfurt am Main; † 6. Januar 1856 ebenda) war ein Frankfurter Kaufmann, Mechaniker und Erfinder.

## Leben
Albert war ein Sohn des Frankfurter Galanteriewarenhändlers Peter Friedrich Albert und seiner Frau Christiana Margaretha, geb. Schäfer. Einige Jahre seiner Kindheit verbrachte er in Amsterdam und Umgebung, wo die Familie zeitweise lebte. 1783 kehrte er nach Frankfurt zurück. Er besuchte das Städtische Gymnasium, wo er prägende Anregungen von seinem Physiklehrer Johann Gerlach Lambert (1740–1804) empfing. Nach der Schulzeit absolvierte er eine kaufmännische Lehre im väterlichen Betrieb.
1794 bis 1796 lebte er in Amsterdam bei Verwandten und arbeitete in einem Handelshaus. In seiner Freizeit verkehrte er in Gelehrtenkreisen und beschäftigte sich mit dem Bau technischer Apparaturen. 1796 zog er über Gütersloh und Kassel nach Marburg, wo er an der Universität studierte und Freundschaft mit dem Physiker Georg Wilhelm Munke schloss und ihm bei dessen wissenschaftlichen Versuchen assistierte. Nach einem Aufenthalt von sechs Monaten kehrte er über Friedberg nach Frankfurt zurück.
1798 heiratete er Johannette Catharina Clara Kautz (1778–1840), die er in Friedberg kennengelernt hatte. 1804 erwarb er das Frankfurter Bürgerrecht. Er übernahm das väterliche Geschäft und führte es erfolgreich weiter, so dass er bald zu Wohlstand kam. In seinem Laden in der Töngesgasse verkaufte und reparierte er mathematische und physikalische Instrumente, aber auch Spielwaren und Kunst. 1804 erwarb er bei einer Versteigerung eine umfangreiche Sammlung an physikalischen Apparaturen aus dem Nachlass seines ehemaligen Lehrers Lambert, die den Grundstein für seine Sammlung bildeten.

Er war außerdem als Erfinder tätig und veröffentlichte seine Erfindungen unter anderem im Allgemeinen Reichsanzeiger der Deutschen. Unter anderem erfand er eine Sonnenuhr in Form einer Taschenuhr, mit dem man die Zeit bis auf wenige Minuten genau bestimmen konnte. Auch gibt er an, ein Bifokalglas erfunden zu haben: 

„Ein Perspectiv, womit man in der Nähe so gut, als auch in die Ferne sehen kann, ohne daß man es anders zu richten braucht. Es besteht aus einem einzigen Stück Glas, welches selbst von einem Kurzsichtigen benutzt werden kann. Auch läßt es sich bequem in der Westentasche nachführen.“

 Er entwickelte ferner Pistolen, ein Gewehr, eine Maschine zur Herstellung von Dachziegeln und anders. Viele seiner Erfindungen wurden jedoch nicht umgesetzt. Albert suchte immer wieder Geschäftspartner, die ihm helfen konnten seine Erfindungen mitentwickeln und verkaufen konnten.
1817 war er Mitbegründer der Senckenberg Gesellschaft für Naturforschung. Am 24. Oktober 1824 schloss er sich mit dem Arzt Christian Ernst Neeff und anderen Frankfurter Bürgern zusammen und gründete den Physikalischen Verein. Er stellte dem Verein einen Raum und seine Sammlung an physikalischen Apparaten zur Verfügung. Sein physikalisches Kabinett in der Schäfergasse war ausschlaggebend für die physikalische Forschung in Frankfurt. Schon 1834 kam es aus ungeklärten Gründen zum Bruch mit dem Verein.

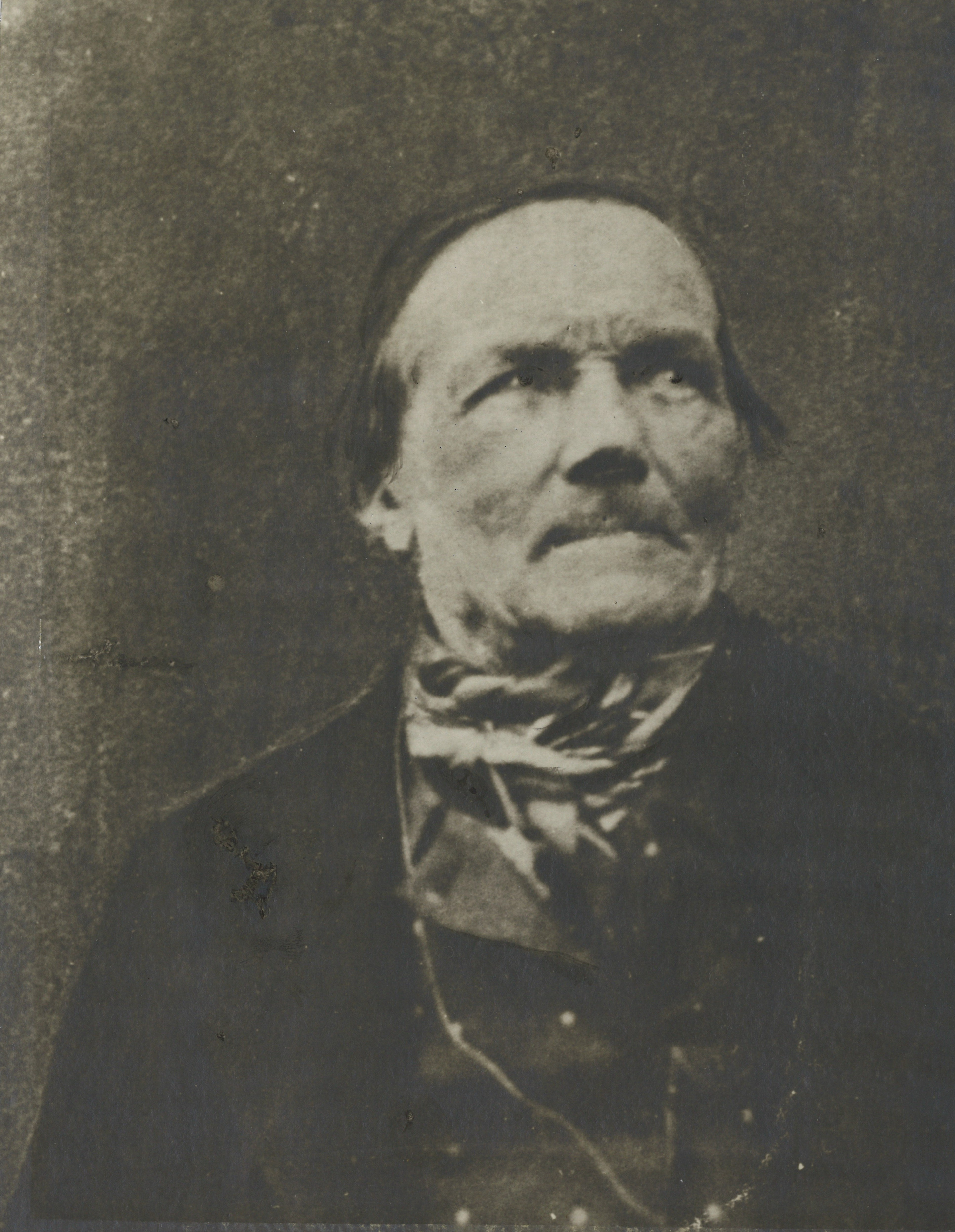
Fotografie von Johann Valentin Albert

1835 stellte Detmar Wilhelm Soemmerring, ein weiterer Mitbegründer des Physikalischen Vereins, den Telegrafen von Paul Ludwig Schilling von Cannstatt vor. Albert fertigte eine Kopie für den Heidelberger Professor Georg Wilhelm Munke an. 1852 fertigte er für Arthur Schopenhauer sieben Daguerreotypien mit dessen Bildnis.
Albert hatte zwei Töchter, Helene und Ida, die beide Raphael Erlanger heirateten: Helene ehelichte ihn am 25. April 1832, starb bereits im Juli 1835; die Heirat mit Ida fand am 7. März 1836 statt. Sein Sohn Fritz Albert wurde Spielwarenhändler auf der Zeil.
Im Jahr 1847 verfasste Albert mit Rückblicke auf mein Leben eine Art Biografie. Einen großen Teil dieses Hefts nimmt eine Auflistung von Erfindungen ein. Er nennt sich darin selbst Mitbegründer der Senckenberg Gesellschaft für Naturforschung und der Polytechnischen Gesellschaft. Seine Mitwirkung im Physikalischen Verein findet hingegen keine Erwähnung.

## Veröffentlichungen
- Rückblicke auf mein Leben. Voigt & Gleiber, 1909
- Systematisches Verzeichniß des Kunstverlags und Waarenlagers von Johann Valentin Albert und Gerhard Hieronimus seel. in Frankfurt am Main. Frankfurt 1809–1822